# Tipula (Eumicrotipula) foersteriana
Tipula (Eumicrotipula) foersteriana is een tweevleugelige uit de familie langpootmuggen (Tipulidae). De soort komt voor in het Neotropisch gebied.